# Erste Schlacht von Dschebel Gedir
 Aba – Dschebel Gedir I – Sennar I – Dschebel Gedir II – al-Ubayyid I – al-Ubayyid II – Sennar II – Sinkat – El Teb I – Scheikan – El Teb II – El Teb III – Tamanieh – Khartum – Abu Klea – Gallabat – Toski – Firket – Atbara – Omdurman – Umm Diwaykarat
In der Ersten Schlacht von Dschebel Gedir vernichteten die Mahdisten das von Raschid Bey Ayman angeführte ägyptische Expeditionsheer am 9. Dezember 1881 am Fuße des Berges Gedir.

## Vorgeschichte
Nach dem Scheitern der Mission, den selbst ernannten Mahdi, Muhammad Ahmad, in Aba festzunehmen (Schlacht von Aba), sandte der Generalgouverneur (hikimdar) des Sudan, Rauf Pascha, eine erneute Expedition aus. Dazu beauftragte er Muhammad Pascha Said, den Gouverneur (mudir) von Kordofan. Allerdings war Muhammad Ahmad bereits kurz nach seiner siegreichen Schlacht mit seinen Anhängern aufgebrochen, um in das Nuba-Gebirge zu flüchten. Er erhielt die Erlaubnis von Mak (=König) Adam, sein Herrschaftsgebiet zu betreten und sich am Fuße des Berges Gedir niederzulassen.
Muhammad Pascha verfolgte zwar die Mahdisten auf ihrer Flucht, brach die Expedition aber an den Bergen von Um Talhah ab, da er seine Kräfte für nicht ausreichend erachtete, um in das  regierungsfeindliche Herrschaftsgebiet von Mak Adam gefahrlos einzudringen. Rauf Pascha war der Überzeugung, dass der Aufstand alsbald von selbst kollabieren würde, und untersagte deshalb jegliche militärische Aktivität gegen Muhammad Ahmad. Der Gouverneur (mudir) von Faschoda, Raschid Bey Ayman, ignorierte den Befehl und organisierte eine Expedition, bestehend aus 350 Soldaten, 70 Irregulären und 1.000 Schilluk-Kriegern, angeführt von ihrem Reth (=König) Kaikun.

## Verlauf
Raschid wollte die Mahdisten überraschen und bewegte sich in Eilmarsch in Richtung Muhammad Ahmads Lager. Allerdings wurde Muhammad Ahmad gewarnt und überraschte stattdessen die erschöpfte ägyptische Armee mit einem Überfall. Bis auf wenige Überlebende wurde die Armee mitsamt ihren Anführern vernichtet.

## Folgen
Durch das zögerliche und inkonsequente Vorgehen von Rauf Pascha gegen den Mahdi-Aufstand gewann die Bewegung die nötige Zeit, um sich zu stärken. Nachdem ein weiterer Versuch der Ägypter gescheitert war (Zweite Schlacht von Dschebel Gedir), gingen die Mahdisten in die Offensive über, eroberten Kordofan und vernichteten ein großes ägyptisches Heer (Schlacht von Scheikan), worauf Ägypten die Provinz Sudan aufgab.